# Cucina pechinese
La cucina pechinese, conosciuta anche come Jing Cuisine, ossia "cucina della capitale" o anche "cucina mandarina", è la cucina della città di Pechino.
Essendo stata Pechino la capitale della Cina per secoli, la sua cucina è stata influenzata dalle tradizioni culinari di tutto lo Stato, ma lo stile che più l'ha influenzata è quella della costa orientale della provincia dello Shandong.
La cucina pechinese, poi, influenzò a sua volta altre cucine regionali cinesi e in particolare la cucina Liaoning, la cucina imperiale cinese e la cucina aristocratica cinese.
La cucina pechinese pone enfasi sulla pasta di soia scura, pasta e olio di sesamo, scalogno, tofu fermentato è spesso servito come condimento e meno attenzione sul riso rispetto ad altre regioni della Cina, probabilmente poiché la produzione locale di riso è limitata al relativo clima secco.
La cucina huaiyang era elogiata fin dai tempi antichi in Cina ed era una pratica comune per un funzionario statale durante i viaggi da e per Pechino di portarsi uno chef specializzato in questa cucina.
Quando i funzionari completavano i loro scopi tornavano alla provincia d'origine, ma gli chef per lo più rimanevano a Pechino, aprivano i loro ristoranti e venivano assunti dalle persone facoltose locali.
La cucina pechinese si formò maggiormente durante il periodo della dinastia Qing.

## Cibo di strada popolare
- Anatra laccata alla pechinese
- Maiale mu shu
- Luzhu huoshao
- Wonton pechinese
- Polpette di carne fritte
- Zuppa calda e aspra
- Spalla di maiale
- Carne arrosto
- Pesce in aceto e pepe
- Pesce imbevuto nel brodo
- Tofu fritto con uovo incapsulato
- Torta di burro fritto
- Prosciutto di loto
- Carne di maiale in brodo
- Chuanr
- Bing

### Vegetariano
- Frutta candita
- Tanghulu